# ESP
Електронна програма за стабилизиране (или електронна стабилизираща програма, на английски: Electronic Stability Program, ESP) е компютърна система за активна безопасност на автомобила, която поддържа траекторията на движение съобразно зададената посока от водача чрез кормилната уредба. Тя предпазва автомобила от отклоняване от пътя като запазва направлението при движение по права линия, в завой, по инерция, ускорение или спиране. ESP позволява да се предотврати занасяне на автомобила чрез компютърно управление на момента на силата на колелата. Тя подобрява стабилността на превозното средство, като установява и намалява загубата на сцепление (занасяне). Това е спомагателна система, която все по-масово се среща и прилага във всички съвременни автомобили. 

## Принцип на действие
ESP препятства нестабилността на автомобила, като разпознава критичните пътни ситуации (напр. опасност от поднасяне), задейства задната или предна външна на завоя спирачка и управлява двигателя и скоростната кутия.
Ако целият автомобил се носи към външната част на завоя, ЕSP забавя вътрешното на завоя задно колело и така насочва автомобила в пътя по завоя. Едновременно намалява мощността на двигателя, докато се стабилизира отново автомобилът.
При отклонение на задната част на автомобила навън, например при по-рязко или по-голямо завъртане на волана, ESP задейства предната външна за завоя спирачка и изменя управлението на двигателя и на скоростната кутия.
Когато всичките четири колела се плъзгат, ESP самостоятелно решава кои колесни спирачки трябва да влязат в действие. Времето за реакция е 20 милисекунди. Системата работи при всякакви скорости и във всички режими на движение.
Системата ESC може да се разглежда като разширена версия на антиблокиращата спирачна система (ABS). Много компоненти се комбинират с ABS, но освен това ESC изисква компоненти като сензор за кормилно управление и акселерометър, който да наблюдава действителния ход на автомобила. Ако акселерометърът не съвпада с показанията на сензора за ъгъла на завиване, системата прилага спирачка върху едно (или няколко) колела на автомобила, за да предотврати пускането на автомобила.
Системата работи посредством 2 основни датчика:
- датчик, монтиран на кормилния вал – отчита завъртането на кормилното колело;
- датчик, монтиран на пода на купето – отчита завъртането на автомобила в завой.

В електронния блок на системата е заложено правилното съотношение „ъгъл на завъртане на волана / ъгъл на завъртане на автомобила“. Получената от двата датчика информация (ъгли на завъртане) се обработва и сравнява със заложените в паметта параметри. При регистриране на отклонение системата се задейства моментално, като подава управляващ сигнал към хидравличната помпа, която от своя страна подава спирачна „команда“ към спирачния механизъм на някое от колелата. При спиране на определено колело се получава завъртащ момент, който насочва автомобила съобразно зададеното чрез волана направление.
Системата комуникира и с електронен блок (електронно устройство), управляващ работата на двигателя, към който при необходимост се изпращат сигнали за прекратяване на подаването на гориво (т.н. отнемане на газта). Системата получава данни и от датчиците за въртене на колелата, които обслужват и системите ABS и ASR. (В автомобила всички тези системи са обединени в една обща система за сигурност).
Системата работи автоматично и дискретно – без намесата на водача. В повечето автомобили системата може да се включва и изключва чрез бутон на арматурното табло. При нейното задействане светва индикатор.
Тази система все още е най-ефективната система за сигурност. Тя може да компенсира грешките на водача, неутрализирайки и премахвайки занасянето, когато контролът върху автомобила вече е изгубен, но възможностите ѝ са ограничени: ако радиусът на завиване е твърде малък или скоростта в завоя надвишава допустимите граници, няма да помогне никаква стабилизационна програма.

## История
За пръв път електронни системи за контрол на стабилността, подобни на съвременните автомобилни ESP, се появяват в областта на авиацията през 60-те години на XX век, където те осигуряват стабилността на самолета на пистата по време на кацане или прекъснато излитане. Един от първите, които получават такава система, е англо-френският свръхзвуков самолет Concord поради високата си скорост на кацане и високата позиция на центъра на масата.
През 1987 г. Mercedes-Benz и BMW представят първите противобуксуващи системи за контрол на теглителната сила (TCS или ASR – „тракшън контрол“).
През 1990 г. Mitsubishi стартира марката Diamante (Sigma) в Япония, оборудвана с нова активна електронна система за управление на теглителната сила и насочена стабилност, където за първи път двете системи са интегрирани в една (наречена TCL).
BMW заедно с Robert Bosch GmbH и Continental Automotive Systems разработват система, която намалява въртящия момент, предаван от двигателя към колелото, за да се избегне приплъзване, и я прилагат към моделната гама на BMW от 1992 година. От 1987 до 1992 г. Mercedes-Benz и Robert Bosch GmbH съвместно разработват електронна система за контрол на стабилността на превозното средство и я наричат „Elektronisches Stabilitätsprogramm“ (ESP).

## Разпространение
Докато Швеция провежда кампании за информиране на обществеността и насърчава използването на системите ESP, други държави законодателно утвърждават необходимостта от тяхното използване.
Задължително оборудване на автомобилите с електронна стабилизираща система е въведено:
- от 1 януари 2010 г. в Израел.
- от 1 септември 2011 г. в Канада за всички нови леки пътнически автомобили.
- от 1 ноември 2011 г. в Австралия за всички леки автомобили.
- от ноември 2011 г. в Европейския съюз за всички продавани автомобили
- от 2011 г. в Съединените щати за всички леки пътнически автомобили с тегло по-малко от 4536 kg

## Последици от използването
Експертите наричат системата ESC най-важното изобретение в областта на автомобилната безопасност след предпазните колани. Тя осигурява на водача по-добър контрол над поведението на автомобила, следейки за това, че той се движи в посоката, указана от завъртането на волана. Според Американския застрахователен институт по пътна безопасност (IIHS) и Националното управление на безопасността на движението по пътищата (NHTSA, САЩ), около една трета от фаталните произшествия биха могли да бъдат предотвратени от системата ESC, ако всички превозни средства са оборудвани с нея. 

## Производители
Системата за електронен контрол на устойчивостта ESP се произвежда от:
- Robert Bosch GmbH (под търговската марка ESP) – най-големият производител на системи за електронно стабилизиране на автомобила
- Aisin Advics [4]
- Bendix Corporation
- Continental Automotive Systems
- Delphi
- Fujitsu Ten Ltd [5]
- Hitachi
- ITT Automotive, от 1998 година влиза в състава на Continental AG
- Johnson Electric [6]
- Mando Corporation
- Autoliv Nissin Brake Systems (бивш Nissin Kogyo, който притежава 49 % от компанията)
- Teves, влиза в състава на Continental AG
- TRW
- WABCO [7]
- Hyundai Mobis

## Имена на ESP при различните производители
Важно е да се знае, че ESP има различни наименования при повечето производители, но в основата си всички продукти засягат една и съща система.
Официалното название всъщност е ESC (Electronic stability control) и това е терминът, който е признат от Асоциацията на европейските производители на автомобили (European Automobile Manufacturers Association – ACEA), Северноамериканския съюз на автомобилните инженери (North American Society of Automotive Engineers – SAE), и Асоциацията на японските производители на автомобили (Japan Automobile Manufacturers Association).
Съответните наименования по производител са както следва:
- Акура: Vehicle Stability Assist (VSA) (по-рано CSL 4-Drive TCS)
- Алфа Ромео: Vehicle Dynamic Control (VDC)
- Ауди: Electronic Stability Program (ESP)
- Бентли: Electronic Stability Program (ESP)
- BMW: Dynamic Stability Control (DSC)
- Бугати: Electronic Stability Program (ESP)
- Буик: StabiliTrak
- Кадилак: StabiliTrak & Active Front Steering (AFS)
- Шери: Electronic Stability Program (ESP)
- Шевролет: StabiliTrak; Active Handling (само при модел Corvette)
- Крайслер: Electronic Stability Program (ESP)
- Ситроен: Electronic Stability Program (ESP)
- Дайхацу: Vehicle Stability Control (VSC)
- Додж: Electronic Stability Program (ESP)
- Даймлер: Electronic Stability Program (ESP)
- Фиат: Electronic Stability Program (ESP) и Vehicle Dynamic Control (VDC)
- Ферари: Controllo Stabilità (CST)
- Форд: AdvanceTrac with Roll Stability Control (RSC), Interactive Vehicle Dynamics (IVD) и Electronic Stability Program (ESP)
- General Motors: StabiliTrak
- Хонда: Vehicle Stability Assist (VSA) (по-рано CSL 4-Drive TCS)
- Холден: Electronic Stability Program (ESP)
- Хюндай: Electronic Stability Program (ESP), Electronic Stability Control (ESC) и Vehicle Stability Assist (VSA)
- Инфинити: Vehicle Dynamic Control (VDC)
- Исузу: Electronic Vehicle Stability Control (EVSC)
- Ягуар: Dynamic Stability Control (DSC)
- Jeep: Electronic Stability Program (ESP)
- KIA: Electronic Stability Control (ESC) и Electronic Stability Program (ESP)
- Ламборджини: Electronic Stability Program (ESP)
- Ленд Ровер: Dynamic Stability Control (DSC)
- Лексус: Vehicle Dynamics Integrated Management (VDIM) с Vehicle Stability Control (VSC)
- Линкълн: AdvanceTrac
- Мазерати: Maserati Stability Program (MSP)
- Мазда: Dynamic Stability Control (DSC) (включва Dynamic Traction Control)
- Мерцедес-Бенц (създатели) заедно с Robert BOSCH GmbH: Electronic Stability Program (ESP)
- Меркурий: AdvanceTrac
- МИНИ: Dynamic Stability Control (DSC)
- Мицубиши: Active Skid и Traction Control MULTIMODE и Active Stability Control (ASC)
- Нисан: Vehicle Dynamic Control (VDC)
- Опел: Electronic Stability Program (ESP) и Trailer Stability Program (TSP)
- Пежо: Electronic Stability Program (ESP)
- Понтиак: StabiliTrak
- Порше: Porsche Stability Management (PSM)
- Протон: Electronic Stability Control (ESC) или Vehicle Dynamics Control (VDC)
- Рено: Electronic Stability Program (ESP)
- Ровер: Dynamic Stability Control (DSC)
- Сааб: Electronic Stability Program (ESP)
- Сатурн: StabiliTrak
- Скания: Electronic Stability Program (ESP)
- Сеат: Electronic Stability Program (ESP)
- Шкода: Electronic Stability Program (ESP) и Electronic Stability Control (ESC)
- Смарт: Electronic Stability Program (ESP)
- Субару: Vehicle Dynamics Control (VDC)
- Сузуки: Electronic Stability Program (ESP)
- Тата: Corner Stability Control (CSC)
- Тойота: Vehicle Stability Control (VSC) или Vehicle Dynamics Integrated Management (VDIM)
- Тесла: Electronic Stability Control (ESC)
- Волво: Dynamic Stability and Traction Control (DSTC)
- Фолксваген: Electronic Stability Program (ESP)